# سعود الدرمكي
سعود بن سالم الدرمكي  (1958 – 2020) ممثل عماني، كانت  بداية مسيرته الفنية الموثقة عام 1975، عندما أنشأ مسرحًا أهليًا يضم مجموعة من شباب الممثلين منهم (الفنان طالب البلوشي والفنان جمعة الخصيبي والفنانة فخرية خميس)، غير أنّ نقطة التحول للفرقة المسرحية الأهلية كانت عام 1980، حين إنضمت الفرقة بعد ذلك للعمل تحت إشراف وزارة الإعلام، لينتقل في التسعينيات للعمل بالتلفزيون، حيث شارك في العديد من المسلسلات من أبرزها (الشطرنج، سمرة عيد، جمعة في مهب الريح).
توفي في 14 أبريل 2020 عن عمر يناهز الـ62 عامًا.